# Confine tra Bosnia ed Erzegovina e Croazia
Il confine tra la Bosnia ed Erzegovina e la Croazia descrive la linea di demarcazione tra questi due Stati. Ha una lunghezza di 932 km.
Per via dello sbocco al mare concesso alla Bosnia ed Erzegovina, questo confine ha la peculiarità di avere due componenti separate: la più grande tra la triplice frontiera con la Serbia e il mare e la più piccola tra il mare e la triplice frontiera con il Montenegro.

## La formazione del confine
Il confine esisteva fin dai tempi della Repubblica di Venezia che, nel 1699, con la Pace di Carlowitz, ampliò a spese dell'impero ottomano i propri possedimenti in Dalmazia. Nel 1797 Venezia fu annessa all'impero austriaco. Nel periodo 1809-1813 le terre veneziane fecero parte della Francia, con la creazione delle Province illiriche, per tornare nuovamente sotto il dominio austriaco. Durante il periodo austro-ungarico, la parte ungherese del Regno di Croazia e Slavonia e la Dalmazia confinavano con la regione ottomana della Bosnia. Dopo l'annessione della Bosnia all'Austria, il confine stabilì il profilo che permane fino ai giorni nostri, anche se nel periodo tra le due guerre fu in parte modificato. Negli anni 1946-1991 è stato un confine interno nella repubblica di Jugoslavia. Dal 1991 è di nuovo un confine tra due Stati indipendenti, dopo le dichiarazioni di indipendenza di Bosnia-Erzegovina e Croazia. Il confine è stato confermato nel 1995 con l'accordo di Dayton.

## Il corso del confine
Il confine inizia dalla triplice frontiera con la Serbia sul Sava, nei pressi di Vršani. Segue il corso del fiume fino a Jasenovac, da dove poi continua lungo il fiume Una fino a Novi Grad; qui abbandona il corso del fiume per poi riprenderlo presso Bihać. Dalla città di Martin Brod continua lungo un percorso collinare a bassa antropizzazione, quasi parallelamente al mare, fino a raggiungere il mare Adriatico tra Klek e Neum. Dopo 20 km di costa, il confine riprende il suo tragitto fino alla triplice frontiera con il Montenegro.